# Xã Loup, Quận Platte, Nebraska
Xã Loup (tiếng Anh: Loup Township) là một xã thuộc quận Platte, tiểu bang Nebraska, Hoa Kỳ. Năm 2010, dân số của xã này là 139 người.